# Aunay-sous-Crécy
 Aunay-sous-Crécy  es una población y comuna francesa, en la región de  Centro, departamento de Eure y Loir, en el distrito de Dreux y cantón de Dreux-Sud.

## Demografía
Evolución demográfica
| 437 | 444 | 566 | 666 | 673 | 644 |
| Para los censos de 1962 a 1999 la población legal corresponde a la población sin duplicidades (Fuente: INSEE [Consultar]) |     |     |     |     |     |